# Кантонское восстание 1927 года
Кантонское восстание 1927 года (кит. трад. 廣州起義, упр. 广州起义, пиньинь Gǔangzhōu Qǐyì) (другие названия — «Кантонская коммуна», «Гуанчжоуское восстание») — вооружённое восстание в Гуанчжоу (Кантоне) на юге Китая под руководством китайских коммунистов против Гоминьдана.

## Подготовка восстания
Восстание стало, наряду с Наньчанским восстанием и восстанием «Осеннего урожая», ответом коммунистов на переворот, совершённый Чан Кайши 12 апреля 1927 года, и на последовавшие за ним репрессии против КПК. Восстание было поднято по одобрению Сталина, в подготовке восстания активное участие принимали эмиссары Коминтерна Гейнц Нойман, Виссарион Ломинадзе и Эдмондо Пелузо.
Помимо городского пролетариата, руководители восстания возлагали надежду на помощь действовавшей в провинции Гуандун партизанской армии коммуниста Пэн Пэя, создавшего первый в Китае крестьянский Совет в районе Хэйлуфэн.

## Боевые действия
В 3:30 утра 11 декабря 1927 года Военно-революционный комитет Кантона, созданный четырьмя днями ранее, отдал приказ вооруженным отрядам рабочей Красной гвардии и солдатам учебно-инструкторского полка (15 % личного состава которого были коммунистами) о начале восстания в Кантоне. Восстание было плохо подготовлено, но благодаря эффекту внезапности к 6 утра большая часть города была в руках восставших. Они захватили арсенал и раздали оружие присоединившимся к восстанию рабочим. Также восставшие взяли здания Главного Управления полиции города и Военной комендатуры. Коммунисты объявили о создании правительства — Совета народных комиссаров во главе с Су Чжаочжэном и Чжан Тайлэем (в составе СНК было 9 представителей рабочих, 3 — крестьян, 3 — солдат). В газете «Хунци» была обнародована программа нового правительства.
В Программу коммуны были включены следующие пункты:
* организация Советов рабочих, крестьянских и солдатских депутатов по всей стране;
- национализация крупной промышленности, транспорта и банков;
- вооружение рабочих;
- свобода слова, печати, собраний;
- полная свобода профсоюзной деятельности.
  - В области аграрной политики:

- национализация земли;
- отмена всех долговых обязательств крестьян;
- новая власть призывает крестьянство к поголовному истреблению землевладельцев и других сельских богачей.
  - В области социальной политики:

- дома богатых семей передаются под рабочие общежития;
- имущество частных собственников распределяется властями в помощь городской бедноте;
- все ломбарды закрываются, а заложенные в них вещи возвращаются владельцам;
- введение восьмичасового рабочего дня и всеобщего социального обеспечения;
- увеличение зарплаты до размера, достаточного для достойного существования;
- отмена всех побочных налогов.

Солдаты учебного полка, участвовавшие в Гуанчжоуском восстании

Новое правительство было признано «официально» на массовом митинге на следующий день. Во время возвращения с митинга Чжан Тайлэй был убит.
К этому времени положение восставших стало ухудшаться. Из-за внезапности восстания многие пролетарии оказались неподготовленными к вооружённой борьбе. Рабочие железнодорожного и речного транспорта, влияние коммунистов среди которых было ослаблено в ходе предыдущих репрессий Гоминьдана, были вынуждены перевозить солдат правительственных войск. Городская буржуазия объявила восставшим бойкот, а крестьяне близлежащих деревенских районов оставались пассивными. Гонконгские рабочие и моряки не оказали Коммуне помощи. В городе были высажены японский, английский и американский десанты. Японские войска при поддержке корабельной артиллерии заняли район Чанти. Американский корабль «Сакраменто» и английский «Мореон» осуществляли доставку войска Гоминьдана в район восстания. Войска Пэн Пэя оказались отрезанными от восставших.

## Поражение

Трупы расстрелянных работников Советского консульства в Кантоне

К 4 утра 13 декабря Кантон был вновь захвачен правительственными войсками. При этом город был обстрелян артиллерией подошедших военных кораблей, что повлекло большие потери среди населения города. Пятеро сотрудников советского консульства (вице-консул А. И. Хассис, секретарь В. А. Уколов, делопроизводитель К. С. Иванов, шифровальщик Ф. И. Попов и переводчик П. П. Макаров), а также семеро китайских сотрудников генконсульства были расстреляны.
Красная гвардия и остатки учебного полка начала отступать, оставляя одну улицу за другой. Часть из них, прорвав окружение, ушла в сторону гор, чтобы соединиться с партизанскими отрядами Хайлуфынской республики и отрядами Хэ Луна. Позднее эти отряды отступили в Хунань и создали в уезде Лилин революционную власть. В полдень 13 декабря здание кантонских Советов было окружено со всех сторон, и после отражения оборонявшимися нескольких атак в два часа дня было занято правительственными войсками. Отдельные очаги сопротивления оставались по всему городу до вечера.

## Последствия

Гоминьдановцы конвоируют восставших коммунаров

В результате ликвидации Коммуны погиб вице-консул СССР в Гуанчжоу Абрам Хассис. После захвата города правительственные войска начали репрессии против сторонников Коммуны.
«Не успел я выйти на улицу, — так начал свой рассказ корреспондент одной из пекинских газет, очевидец кантонских событий, — как увидел труп убитого рабочего дружинника. Он лежал лицом вверх, весь в грязи, на шее — красный галстук. Лоб был пробит пулей. Туча мух жужжала над ним… За развалиной, рядом с леском, на улице, встретил колонну грузовиков, заваленных трупами. Камни, ружья и бамбуковые мечи были раскиданы повсюду… В парке видел десять трупов, судя по всему, на этом месте только что состоялась казнь… Почерневшие пятна крови на асфальте бросались в глаза. Вонь от трупов стояла невообразимая. Расстрелы продолжались». 

Солдаты хватали всех молодых коротко стриженных девушек как «коммунисток». Журналисты видели, как одну из них «сожгли заживо, облив её керосином».
После разгрома Кантонского восстания Чан Кайши приказал немедленно закрыть все советские консульства и торговые представительства и выслать их сотрудников за пределы подконтрольной ему территории. В советской печати (статья Чичерина в «Правде») вина за кантонскую катастрофу была возложена на правительство Великобритании. В Китае «козлом отпущения» был назначен Е Тин: его обвинили в провале восстания, несмотря на то, что он — как и другие военные командиры — указывал на очевидную неподготовленность красногвардейцев к сражениям с правительственными войсками. Не выдержав несправедливых нападок, Е Тин отправился в изгнание в Европу и вернулся в Китай только десятилетие спустя.
Кантонская коммуна стала последним арьергардным боем Китайской революции 1925—1927 годов, её поражение означало спад революционной борьбы в крупных городах и перемещение главных сил КПК в сельские районы Китая.

## Память
- В 1954 году в Гуанчжоу был открыт Мемориальный парк участников Гуанчжоуского восстания «Хуанхуаган» общей площадью 180 000 квадратные метров.
- В Перми, Уфе, Екатеринбурге (до 1960 года) и ряде других городов России были или есть улицы Кантонской коммуны.
- В Благовещенском районе Амурской области есть село Кантон-Коммуна, основанное в 1930 г.